# 24 Nights
24 Nights ist ein live aufgenommenes Doppelalbum und Konzertfilm des britischen Rockmusikers Eric Clapton. Es erschien am 8. Oktober 1991 unter Duck- und Reprise Records und entstand im Rahmen der Journeyman World Tour.

## Aufnahme

Die Royal Albert Hall in London

Zum Auftakt seiner zweijährigen Journeyman World Tour eröffnete Clapton die Tour Anfang Januar 1990 in der Royal Albert Hall in London mit 18 aufeinanderfolgenden Konzerten. Die Aufnahmen von Running on Faith, White Room und Sunshine of Your Love der so genannten „4-piece Band“ (eine Band bestehend aus vier Musikern) sind sowohl auf der Album- sowie auf der Videoveröffentlichung enthalten. Sie wurden am 24. Januar 1990 aufgenommen, wie auch das gesamte Konzert. Die vollständige Video-Aufnahme wurde später als Bootleg in den Vereinigten Staaten veröffentlicht. Das Audiomaterial des 13. Konzerts am 3. Februar 1990 wurde für die potentielle Verwendung auf seinem Album aufgenommen, jedoch nicht verwandt. Die Aufnahmen wurden dennoch bei BBC Radio 1 übertragen. Am 5. Februar desselben Jahres entstanden die Video- und Audioaufnahmen der „Blues Night“ (Bluesnacht), bei der auch Robert Cray und Buddy Guy mitwirkten. Die Titel Worried Life Blues, Watch Yourself und Have You Ever Loved a Woman finden sich auf beiden 24 Nights-Veröffentlichungen. Am 9. Februar 1990 wurden die Aufnahmen der Orchester-Nacht getätigt. Die Stücke Bell Bottom Blues, Hard Times als auch Edge of Darkness wurden für die Veröffentlichung verwandt.
Da Clapton mit einigen Aufzeichnungen noch nicht zufrieden war, ließ er im Februar und März des Jahres 1991 weitere 24 Konzerte in der Royal Albert Hall folgen, die auch zu dem Werktitel führten. Am 10. Februar 1991 nahmen Clapton und seine neunköpfige Band, die „9-piece Band“, den Titel Badge für die bevorstehende Veröffentlichung auf. Acht Tage später wurden die Lieder Pretending, Bad Love, Old Love sowie Wonderful Tonight aufgenommen. Der Song Hoodoo Man mit Jimmie Vaughan als Gastgitarrist wurde am 28. Februar 1991 aufgenommen.

## Kulisse

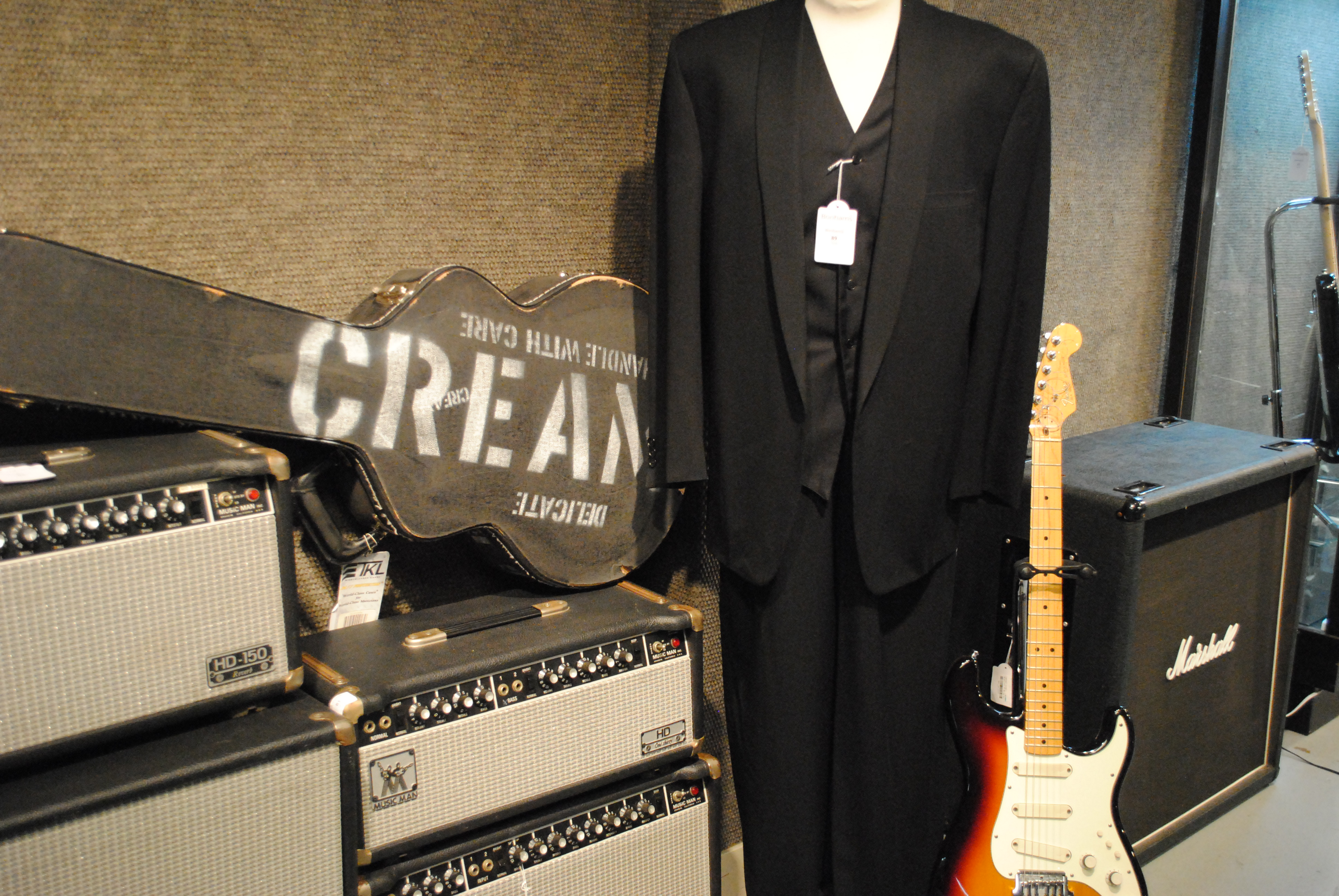
Claptons Gianni Versace Anzug.

Eric Clapton trug während der gesamten Journeyman World Tour, inklusive den 24-Nights-Konzerten, eine Auswahl von maßgeschneiderten Anzügen des italienischen Modedesigners Gianni Versace. Ebenfalls ließ er sich seine Gitarrengurte von Versace mit Strasssteinen verzieren.
Clapton erwähnte die Zusammenarbeit 1990 in seinem Journeyman-Tour-Programmheft: „Jeder, der ein gutes Auge besitzt und mich in den letzten fünf Jahren auf Konzerten gesehen hat, erkennt, dass ich ein Gianni-Versace-Fan bin. Seine Einstellung und sein Anspruch gegenüber Design und Farben verbindet Rockmusik mit der Purheit von klassischer Schneiderkunst.“ („Anyone with a discerning eye who has seen me in concert during the last five years will know that I am a Gianni Versace fanatic... His approach to design and his sensitivity to colour appeal to the dormant artist in me and somehow I feel that his clothes bridge the gap between the fire of rock and roll and the purity of classical tailoring...“). In seiner Autobiografie bezeichnete Clapton Versace als den besten Modemacher der Welt.
Die Illustrationen des Covers stammen von Peter Blake.

## Besetzung
| - Eric Clapton – Gesang · Gitarre - Phil Collins – Gesang · Tamburin - Ray Cooper – Percussion - Richard Cousins – Bass - Robert Cray – Gitarre - Nathan East – Gesang · Bass | - Steve Ferrone – Schlagzeug - Buddy Guy – Gitarre - Johnnie Johnson – Piano - Michael Kamen – Dirigent - Kathleen Kissoon – Gesang - Chuck Leavell – Keyboard · Orgel | - Tessa Niles – Gesang - Jamie Oldaker – Schlagzeug - Phil Palmer – Gitarre - Greg Phillinganes – Gesang · Keyboard - Jimmy Vaughan – Gitarre |

## Titellisten

### Musikalbum
| Nr. | Titel                       | Autor(en)                              | Länge |
| --- | --------------------------- | -------------------------------------- | ----- |
| 1.  | Badge                       | Eric Clapton · George Harrison         | 6:51  |
| 2.  | Running on Faith            | Jerry Lynn Williams                    | 6:49  |
| 3.  | White Room                  | Jack Bruce · Pete Brown                | 6:10  |
| 4.  | Sunshine of Your Love       | Eric Clapton · Jack Bruce · Pete Brown | 9:11  |
| 5.  | Watch Yourself              | Buddy Guy                              | 5:39  |
| 6.  | Have You Ever Loved a Woman | Billy Myles                            | 6:52  |
| 7.  | Worried Life Blues          | Big Maceo Merriweather                 | 5:28  |
| 8.  | Hoodoo Man                  | Amos „Junior“ Wells                    | 5:41  |

| Nr. | Titel             | Autor(en)                    | Länge |
| --- | ----------------- | ---------------------------- | ----- |
| 1.  | Pretending        | Jerry Lynn Williams          | 7:08  |
| 2.  | Bad Love          | Eric Clapton · Mick Jones    | 6:25  |
| 3.  | Old Love          | Eric Clapton · Robert Cray   | 13:01 |
| 4.  | Wonderful Tonight | Eric Clapton                 | 9:11  |
| 5.  | Bell Bottom Blues | Eric Clapton                 | 6:39  |
| 6.  | Hard Times        | Ray Charles                  | 3:45  |
| 7.  | Edge of Darkness  | Eric Clapton · Michael Kamen | 6:30  |

### Konzertfilm
| Nr. | Titel                       | Autor(en)                              | Länge |
| --- | --------------------------- | -------------------------------------- | ----- |
| 1.  | Running on Faith            | Jerry Lynn Williams                    | 6:49  |
| 2.  | White Room                  | Jack Bruce · Pete Brown                | 6:10  |
| 3.  | Sunshine of Your Love       | Eric Clapton · Jack Bruce · Pete Brown | 9:11  |
| 4.  | Watch Yourself              | Buddy Guy                              | 5:39  |
| 5.  | Have You Ever Loved a Woman | Billy Myles                            | 6:52  |
| 6.  | Worried Life Blues          | Big Maceo Merriweather                 | 5:28  |
| 7.  | Pretending                  | Jerry Lynn Williams                    | 7:08  |
| 8.  | Bad Love                    | Eric Clapton · Mick Jones              | 6:25  |
| 9.  | Old Love                    | Eric Clapton · Robert Cray             | 13:01 |
| 10. | Wonderful Tonight           | Eric Clapton                           | 9:11  |
| 11. | Bell Bottom Blues           | Eric Clapton                           | 6:39  |
| 12. | Hard Times                  | Ray Charles                            | 3:45  |
| 13. | Edge of Darkness            | Eric Clapton · Michael Kamen           | 6:30  |

## Rezeption

### Kritiken
Allmusic-Kritiker William Ruhlmann bezeichnete die Bandbesetzung als Claptons „jemals beste und ausdrucksstärkste“. Es sei Claptons „kraftvollste“ Darbietung der Cream-Klassiker White Room und Sunshine of Your Love, „die dokumentiert worden sind“. Obwohl das Doppelalbum von den Megahits „Tears in Heaven und Unplugged verdrängt wurde, ist es schwer, eine gründlichere Darbietung von Claptons Kunst zu finden“. Er vergab drei von fünf Punkten.

### Chartplatzierungen
24 Nights erreichte Platz 48 der deutschen Albumcharts und hielt sich zehn Wochen lang in der Chartliste. In der Schweiz platzierte sich das Album auf Rang 19 und verblieb insgesamt 5 Wochen in der Schweizer Hitparade. Im Vereinigten Königreich landete 24 Nights auf Position 17 der Hitparade der Official Charts Company. Insgesamt hielt sich das Album sieben Wochen lang in der britischen Albumchart. In den Vereinigten Staaten belegte die Veröffentlichung Platz 38 der Billboard 200 und verblieb 19 Wochen in den US-amerikanischen Album-Charts bei einer halben Million verkauften Tonträgern in nur sechs Monaten nach der Veröffentlichung. In Australien und Neuseeland erreichte das Album jeweils Platz 49 der Hitparade und verblieb in beiden Ländern nur eine Woche in den Charts. In den Niederlanden belegte das Album Platz 36 der Charts und blieb sieben Wochen in diesen. In Japan erreichte das Album Platz 29 der 1991-92-Chart. 5 Jahre später fand sich das Album auf Rang 25 der Oricon-Charts wieder. Auf der 2006-07-Chart konnte das Album auf sein bislang höchsten Platz in Japan, 23, aufsteigen. Im Jahr 2013 platzierte sich 24 Nights auf Position 24 der japanischen Album-Chart.
| ChartsChartplatzierungen       | Höchstplatzierung | Wochen |
| ------------------------------ | ----------------- | ------ |
| Deutschland (GfK)              | 48 (11 Wo.)       | 11     |
| Schweiz (IFPI)                 | 19 (5 Wo.)        | 5      |
| Vereinigte Staaten (Billboard) | 38 (19 Wo.)       | 19     |
| Vereinigtes Königreich (OCC)   | 17 (7 Wo.)        | 7      |

### Auszeichnungen für Musikverkäufe
| Land/Region                  | Auszeichnungen für Musikverkäufe (Land/Region, Auszeichnung, Verkäufe) | Verkäufe |
| ---------------------------- | ---------------------------------------------------------------------- | -------- |
| Brasilien (PMB)              | Gold                                                                   | 100.000  |
| Japan (RIAJ)                 | —                                                                      | 35.000   |
| Mexiko (AMPROFON)            | Gold                                                                   | 100.000  |
| Vereinigte Staaten (RIAA)    | Gold                                                                   | 500.000  |
| Vereinigtes Königreich (BPI) | Gold                                                                   | 100.000  |
| Insgesamt                    | 4× Gold ·                                                              | 835.000  |

| Land/Region               | Auszeichnungen für Musikverkäufe (Land/Region, Auszeichnung, Verkäufe) | Verkäufe |
| ------------------------- | ---------------------------------------------------------------------- | -------- |
| Australien (ARIA)         | Platin                                                                 | 15.000   |
| Vereinigte Staaten (RIAA) | Gold                                                                   | 50.000   |
| Insgesamt                 | 1× Gold · 1× Platin ·                                                  | 65.000   |